# 弗拉赫湖 (梅克倫堡湖區縣)
53°37′22″N 12°32′25″E / 53.62278°N 12.54028°E

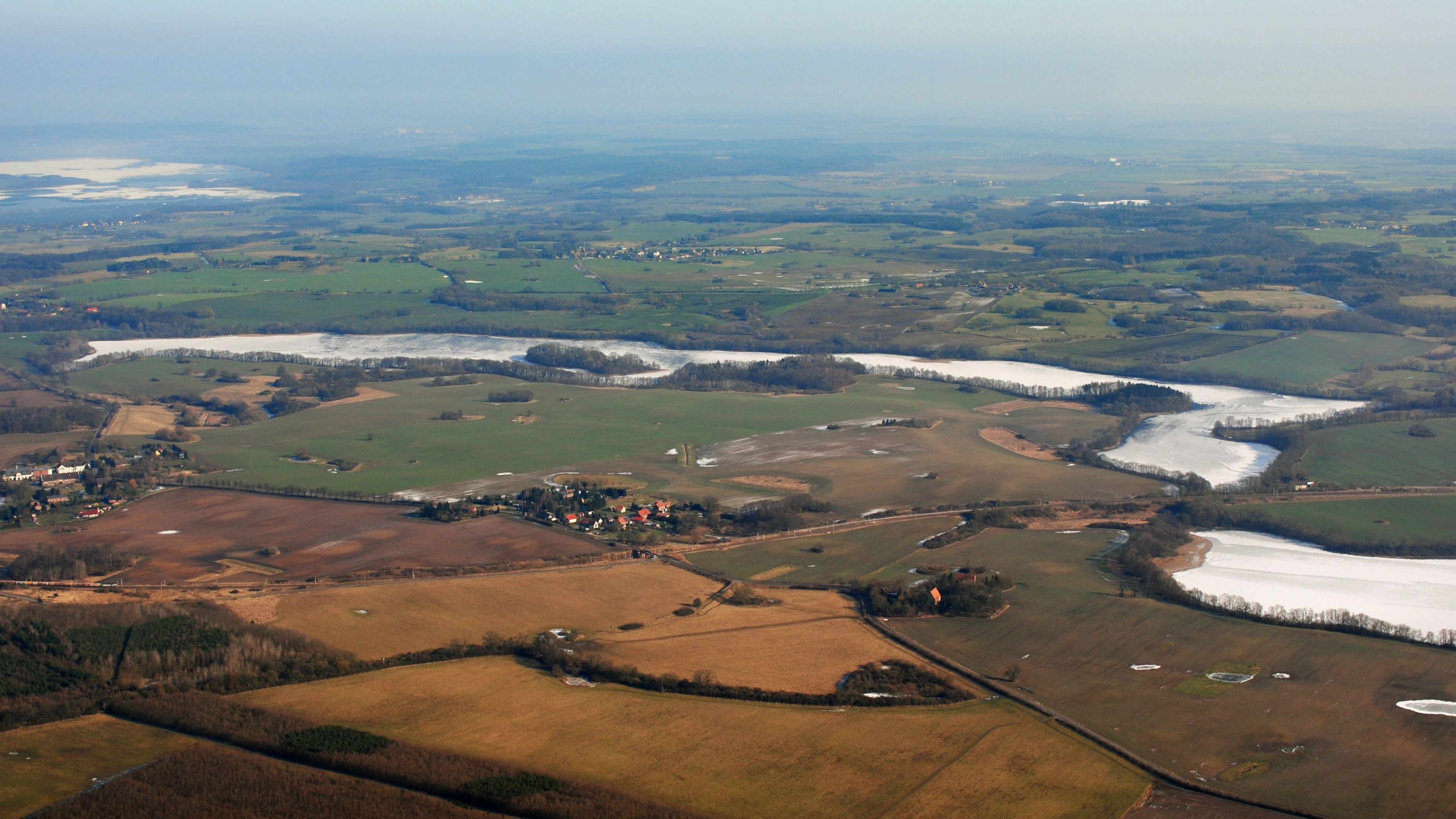

弗拉赫湖（德語：Flacher See），是德國的湖泊，位於該國東北部，由梅克倫堡-前波美拉尼亞州負責管轄，處於梅克倫堡湖區縣，長2.4公里、寬0.6公里，面積1.3平方公里，海拔高度65米，平均水深9.7米，最大水深31.9米，水體容量1,257萬立方米。